# Cantó de Sent Cíbran
El cantó de Sent Cíbran és un cantó francès del departament de la Dordonya, situat al districte de Sarlat e la Canedat. Té 14 municipis i el cap és Sent Cíbran.

## Municipis
- Alàs
- Audrics
- Berbiguièras
- Besenac
- Castèl
- Lo Cos e Bigaròca
- Las Eisiás de Taiac
- Marnac
- Mairal
- Mosens
- Sench Amaci
- Sent Cíbran
- Sent Vincenç de Còssa
- Tursac

## Història
| Data d'elecció                           | Identitat       | Partit | Qualitat |
| ---------------------------------------- | --------------- | ------ | -------- |
| 1976-2004                                | Pierre Merlhiot | PS     |          |
| 2001-                                    | Francis Dutard  | PS     |          |
| les dades anteriors no són pas conegudes |                 |        |          |
|                                          |                 |        |          |

## Demografia
| 1962  | 1968  | 1975  | 1982  | 1990  | 1999  | 2006  |
| ----- | ----- | ----- | ----- | ----- | ----- | ----- |
| 6.713 | 6.313 | 5.940 | 6.052 | 6.086 | 6.483 | 6.780 |